# Antonia Visconti
Antonia Visconti (?, circa 1350 - Stuttgart, 26 maart 1405) was de oudste dochter en kind van Bernabò Visconti, heer van Milaan en Beatrice della Scala († Milaan, 18 juni 1384). Ze trouwde in 1380 met graaf Everhard III van Württemberg.